# Musiivka, Jîtomîr
Musiivka (în ucraineană Мусіївка) este un sat în comuna Vasîlivka din raionul Jîtomîr, regiunea Jîtomîr, Ucraina.

## Demografie
Componența lingvistică a localității Musiivka
     Ucraineană (100%)
Conform recensământului din 2001, toată populația localității Musiivka era vorbitoare de ucraineană (100%).